# 興梠貴之
興梠 貴之（こうろぎ たかゆき、1976年3月16日 - ）は、日本の元プロボクサー。宮崎県西臼杵郡高千穂町出身。第26代日本ライトフライ級王者。グリーンツダジムに所属した。

## 来歴
1998年3月12日、プロデビュー。
2000年4月20日、8戦目で本田秀伸が返上した日本ライトフライ級王座を東島智仁（久留米櫛間）と争い、10RKO勝ちで王座獲得。
2001年9月17日、3度目の防衛戦で横山啓介（国分寺サイトー）に判定で敗れ、王座陥落。
2005年4月4日、OPBF東洋太平洋ミニマム級王者ロデル・マヨール（フィリピン）に挑戦し、判定負けしたのを最後に現役を引退。

## 獲得タイトル
- 第26代日本ライトフライ級王座（防衛2）